# Diamantino (film)
Diamantino är en portugisisk fantasy-dramakomedifilm från 2018 regisserad och skriven av Gabriel Abrantes och Daniel Schmidt. Filmen visades under International Critics 'Week på filmfestivalen Cannes 2018, där den vann Grand Prize.

## Handling
Den stora fotbollstjärnan Diamantino förlorar sin speciella touch och hans karriär avslutas i skam. Den internationella ikonen letar efter ett nytt syfte under vad som blir en galen odyssey där han konfronteras med neo-fascism, flyktingkrisen, genetisk modifiering och jakten på genialitetens källa. 

## Roller
- Carloto Cotta – Diamantino Matamouros
- Cleo Tavares – Aisha Brito
- Anabela Moreira – Sonia Matamouros
- Margarida Moreira – Natasha Matamouros
- Carla Maciel – Dr. Lamborghini
- Chico Chapas – Chico Matamouros
- Hugo Santos Silva – Mouro
- Joana Barrios – Minister Ferro
- Filipe Vargas – Helena Guerra
- Maria Leite – Lucia
- Manuela Moura Guedes – Gisele
- Leandro Vieira – Goalkeeper